# Roberto di Tombalena
Roberto di Tombalena (1010 circa – 1078/1090) è stato un religioso francese.
È noto soprattutto per aver scritto un commento al Cantico dei Cantici, circolato per lungo tempo sotto il nome di papa Gregorio I.

## Biografia
Le notizie sulla sua vita, ricavabili in parte dai suoi stessi scritti e in parte da persone appartenenti al medesimo ambiente, non sono molte: quelle che ci sono giunte riguardano per lo più il periodo trascorso a Mont-Saint-Michel e a Tombalena, ma sulla sua nascita e morte non si hanno notizie. Nonostante il soprannome “di Tombalena”, non c’è la certezza che quest’isola si possa considerare come suo luogo di nascita e si attribuisce questa denominazione piuttosto al lungo periodo che egli trascorse in questo luogo. Si propende per considerarlo originario dell’Alta Normandia.
Secondo alcuni riferimenti contenuti nei suoi scritti, sarebbe dovuto nascere intorno al 1010 e avrebbe dovuto prendere i voti monastici prima del 1030. Non è chiaro se prima di allora avesse già vissuto presso Mont-Saint-Michel o se provenisse da un altro monastero. Tuttavia un prezioso indizio a questo proposito è fornito ancora una volta da Roberto stesso: egli ci informa infatti che era già stato maestro di Anfrico, abate di Préaux, il quale era stato monaco presso l’abbazia di Saint-Wandrille. Tra il considerare Roberto proveniente dalla stessa abbazia di Anfrico e pensare che avesse compiuto i suoi studi a Mont-Saint-Michel, si propende per la seconda ipotesi, secondo la quale Roberto, prima di arrivare a Mont-Saint-Michel, fu allievo della scuola di Avranches, costituita da Suppone, abate di Mont-Saint-Michel dal 1033 al 1048. È plausibile che Roberto sia stato suo allievo prima del 1035 e che abbia istruito il giovane Anfrico, mandato lì nel 1040, poco prima che diventasse abate di Préaux (1045-1078).
Data la mancanza di informazioni sulla prima parte della sua vita, non sappiamo quale formazione avesse avuto da giovane, ma si rivelò essere un profondo conoscitore della teologia e delle Scritture: questo livello di cultura avrebbe forse potuto portarlo a una fortunata carriera religiosa, ma in questo Roberto fu ostacolato dal procedere degli eventi. Infatti, a causa di tensioni interne alla comunità monastica, Roberto, che era ostile al nuovo abate Ranolfo di Bayeux (eletto a seguito di complesse vicende monastiche influenzate dalla situazione politica del momento), lasciò Mont-Saint-Michel insieme a un manipolo di discepoli, tra cui Anastasio, allora giovane monaco e futuro sant’Anastasio di Cluny, e si stabilì sulla rocca di Tombalena, a poca distanza dal monastero.
A Tombalena Roberto riorganizzò la sua vita di studio e intorno agli anni ’70 del secolo cominciò a commentare il Cantico dei Cantici, inizialmente, a quanto sembra, senza l’intento di pubblicarlo. L’esistenza e il valore di quest’opera sono attestati da Orderico Vitale.
Durante l’esilio alcuni amici e personalità note fecero visita a Roberto, e meno di dieci anni dopo la partenza da Mont-Saint-Michel il vescovo di Bayeux, Odone di Conteville, gli offrì la direzione del monastero di Saint-Vigor (l’attuale abbazia di Cerisy-la-Forêt). Roberto si stabilì nella nuova residenza con cinque monaci, anch’essi provenienti da Mont-Saint-Michel. Fino a che in un monastero benedettino non ci sono almeno dodici monaci, esso non è considerato un’abbazia, bensì un priorato: effettivamente Roberto ottenne il titolo di priore di Saint-Vigor, come si apprende da uno scritto (l’Epistola ad monachos de Sancti Michaelis de Monte) databile probabilmente al primo periodo del suo soggiorno in questo monastero.
Qualche anno dopo, Roberto decise di pubblicare il suo commento al Cantico, e si rivolse ad Anfrico, abate di Préaux: la pubblicazione dell’opera è anteriore alla morte di Anfrico, collocata dalla cronologia di Préaux nel 1078. L’informazione appare piuttosto sicura poiché è riferita anche da Quivy e Thiron, i quali sostengono che Roberto possa aver fatto questa richiesta ad Anfrico negli ultimi anni di vita di quest’ultimo, ovvero nel periodo tra il 1070 e il 1078.
Gli anni successivi furono caratterizzati dalla prosperità del monastero, condizione che favorì la vicinanza tra Roberto e il vescovo Odone di Conteville, fratellastro del duca Guglielmo: a causa dell’ambizione del vescovo e del suo agire senza scrupoli, che lo portarono addirittura a schierarsi contro il fratello, Roberto comprese di essere malvisto dal duca e fu costretto ad abbandonare Saint-Vigor: si rifugiò nell’Italia meridionale, in particolare scelse di fermarsi a Salerno, presso papa Gregorio VII.
Orderico ci informa che Roberto “servì la Chiesa romana fino alla morte”. Si tratta di un’espressione ambigua, che non specifica se ci si riferisce alla morte del papa o di Roberto. Anche se Roberto doveva essere ormai anziano, sembra che qui Orderico si stia riferendo alla morte di papa Gregorio VII, avvenuta il 25 maggio 1085.
Forse Roberto tornò a Mont-Saint-Michel, dove concluse la sua vita, anche se di questa informazione (fornita sempre da Orderico) non abbiamo riscontri più sicuri.

## Opere

### Epistolaad monachos de Sancti Michaelis de Monte[5]
Si tratta di una lettera inviata da Roberto ai monaci di Mont-Saint-Michel, che racconta nel dettaglio la malattia e la guarigione, ritenuta miracolosa, di uno dei monaci (un giovane chiamato Hugues, nipote dell’abate di Lonlay, sicuramente allievo di Suppo e forse anche di Roberto).
Il giovane venne assalito da una malattia che Roberto chiama epilessia o “male sacro”: dopo molti giorni di deliri e visioni che persistono nonostante le preghiere dei confratelli, finalmente il malato chiama a raccolta i monaci e fa loro una profezia sul futuro di coloro che rimarranno a Mont-Saint-Michel, che sarà pieno di sciagure e mali: questo evento viene interpretato dai monaci come una ratifica da parte del cielo dello scisma monastico che si era verificato. 

### Commentariorum in Cantica canticorum libri duo
È corredato dalla Epistola seu Praefatio auctoris ad Ansfridum abbatem
Si tratta di un’opera di carattere esegetico, che si propone di realizzare un commento al Cantico dei Cantici.

## Tradizione manoscritta
La tradizione manoscritta del commento comprende 110 manoscritti, di cui alcuni risalenti già all’XI secolo, mentre per la maggior parte sono distribuiti tra XII, XIII e XV secolo; l’ultima copia è datata al XVII secolo.
Anche la distribuzione geografica dei testimoni dell’opera è piuttosto estesa.
L’opera Roberto circolò per lungo tempo sotto il nome di Gregorio Magno, fatto questo che, data l’attribuzione illustre, giustifica il costante interesse riservato all’opera nel corso dei secoli e che ne ha permesso la conservazione in un ampio numero di manoscritti. La circolazione dell’opera sotto un'altra paternità non avvenne uniformemente: in alcuni casi il testo di Roberto circolò integralmente sotto il nome di Gregorio, in altri soltanto a partire dal versetto 1,9, ovvero come continuazione delle omelie gregoriane sul Cantico (questa seconda circostanza ha comportato la perdita della prima parte del testo di Roberto). Nei casi in cui l’opera di Roberto circola interamente sotto la paternità di Gregorio, nei testimoni che la riportano scompare il prologo redatto da Roberto, che viene sostituito da una rielaborazione più sintetica del prologo gregoriano, e viene meno anche la lettera di dedica ad Anfrico di Préaux, nella quale era contenuta l’identità del vero autore. Quivy e Thiron sostengono l’ipotesi che la falsificazione non sia dovuta ad un accidente della tradizione manoscritta, bensì sia volontaria: essi ipotizzano infatti che alcuni amici di Roberto, volendo salvarne l’opera anche dopo la sua caduta in disgrazia dovuta allo scisma monastico che aveva causato, attribuirono all’opera una paternità illustre, pensando che sarebbe stata più sicura e che avrebbe dato al testo una maggiore garanzia di sopravvivenza. A conferma di questa ipotesi si nota infatti che in gran parte i manoscritti provenienti dall’area normanna contengono il testo autentico (attestato in almeno 76 testimoni) anche se con il nuovo prologo, invece nella zona a est della Senna è attestata soprattutto la forma ibrida del testo (ne restato in totale 23 manoscritti). Nemmeno le prime edizioni a stampa sono immuni dalle alterazioni del testo autentico. Il primo a reperire una copia del testo originario, contenente il vero prologo e l’epistola ad Anfrico, fu Casimir Oudin, il quale lo pubblicò nel 1724, sulla base di un manoscritto trovato nell’abbazia di Balerne; ma soltanto due secoli più tardi, nel 1929, Bernard Capelle fece luce finalmente sulla questione, seguito dal nuovo editore Verbraken.
Non sono state individuate nell’opera di Roberto tracce sufficientemente sicure del commentario di Gregorio perché si possa sostenere che l’abbia utilizzato per scrivere il suo. Come dichiara Roberto stesso, egli si appoggiò principalmente al commento scritto da Beda, ma ci sono molti punti in comune anche con Angelomo di Luxeuil e con Origene.

### Edizioni
- J. DE MABILLON, Annales ordinis sancti Benedicti V, Parigi 1713
- PADRI MAURINI, PL 79, 492-548, Parigi 1705
- C. OUDIN, De scriptoribus ecclesiasticis II, Parigi 1724
- P. VERBRAKEN, S. Gregorii Magni Expositiones in Canticum canticorum – In librum primum Regum, Turnhout, Brepols 1963 (CCSL 144), pp. 1-46

### Studi
- B. CAPELLE, Les homilies de saint Grégoire sur le Cantique, in Revue Bénedictine, numero 41, 1929, pp. 204-217
- S. CANTELLI, Il commentario al Cantico dei cantici di Giovanni da Mantova, in Studi medievali, 26, 1985, pp. 1-184
- R. GUGLIELMETTI, Il commento Vox Ecclesie al Cantico dei Cantici: il contributo delle fonti al riconoscimento della versione originale, in Filologia mediolatina, 15, 2008, pp.45-68
- R. GUGLIELMETTI, L’editore di esegesi altomedievale tra fonti sommerse e tradizioni creative, in Filologia mediolatina, 20, 2013, pp. 25-68
- R. GUGLIELMETTI, La tradizione manoscritta dei commenti latini al Cantico dei Cantici (origini-XII sec.) – Repertorio dei codici contenenti testi inediti o editi solo nella Patrologia Latina, volume + CD-Rom, Firenze, SISMEL – Edizioni del Galluzzo 2006, pp. XLV-XLVI
- R. GUGLIELMETTI, Un commento anonimo al Cantico dei Cantici (XI-XII secolo), edizione critica a cura di Rossana E. Guglielmetti, Spoleto 2008
- M. PIGEON, Robert de Tombelaine, moine au Mont-Saint-Michel, commentateur du “Cantique des Cantiques”, in Annales du Mont-Saint-Michel, 104, 1978, pp. 79-83
- P. QUIVY - J. THIRON, Robert de Tombelaine et son Commentaire sur le Cantique des cantiques, in Millénaire monastique du Mont-Saint-Michel II. Vie montoise et rayonnement intellectuel du Mont-Saint-Michel, a cura di R. Foreville, Parigi 1967, pp. 347-356
- R. SAVIGNI, Il commentario di Aimone di Auxerre al Cantico dei Cantici e le sue fonti, in Il Cantico dei Cantici nel Medioevo, a cura di R. Guglielmetti, Firenze, SISMEL - Edizioni del Galluzzo 2008, pp. 189-225
- P. VERBRAKEN, La tradition manuscrite du Commentaire de saint Grégoire sur le Cantique des Cantiques, in Revue Bénedectine, 73, 1963, pp. 277-288